# Stelis bracteata
Stelis bracteata är en orkidéart som beskrevs av Rudolf Schlechter. Stelis bracteata ingår i släktet Stelis och familjen orkidéer. Inga underarter finns listade i Catalogue of Life.